# Key Lime Pie

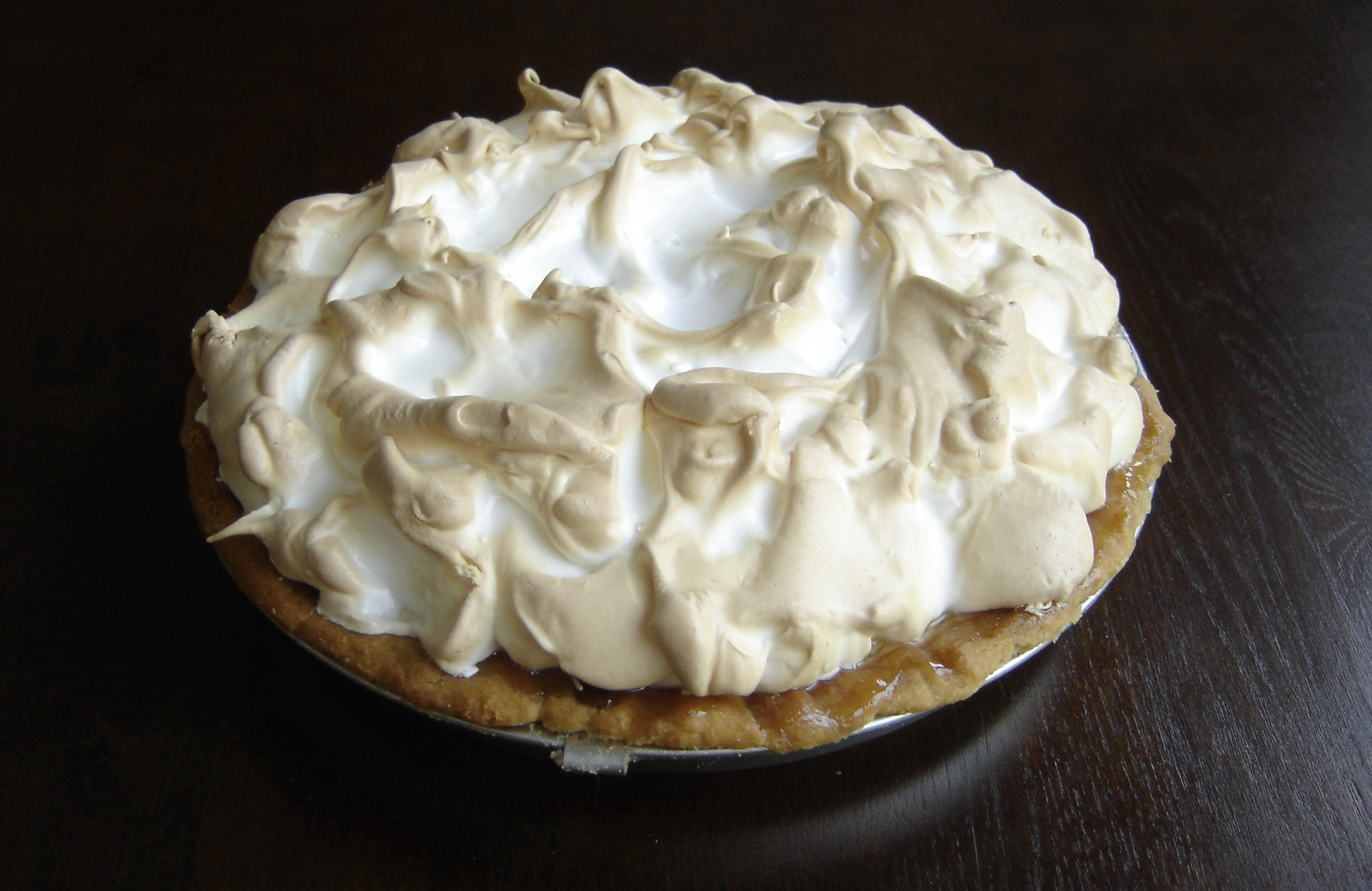
Key Lime Pie

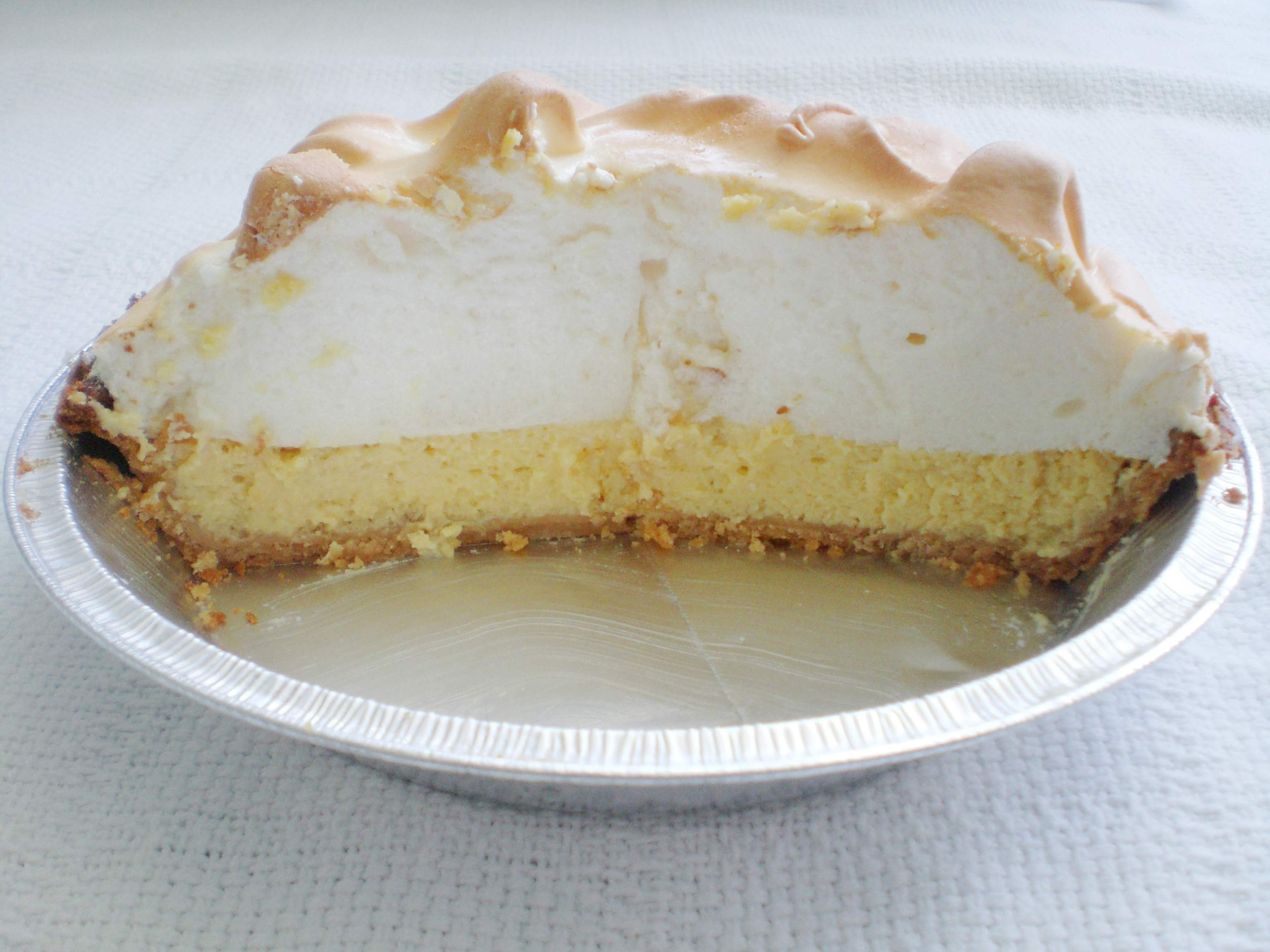
Key Lime Pie, Anschnitt

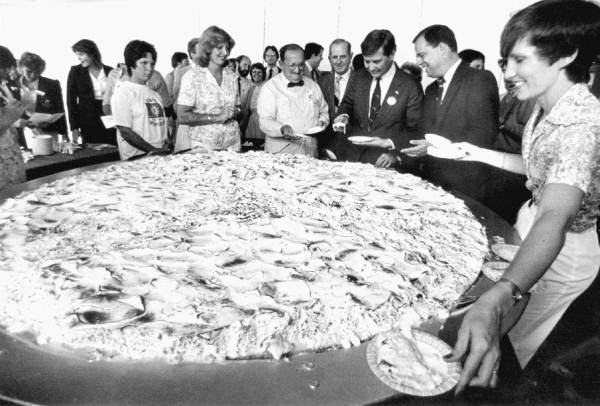
Gouverneur Bob Graham serviert Key Lime Pie

Key Lime Pie (Limettentorte) ist eine flache Torte aus der amerikanischen Südstaatenküche. Sie besteht aus einem Tortenboden mit einer aus Limettensaft, Eigelb und gezuckerter Kondensmilch hergestellten Creme. Die Baiser-Kruste ist aus Eiklar.

## Etymologie
Sie ist nach der Echten Limette (Citrus × aurantiifolia) benannt, die auf Englisch Key Lime heißt, weil sie auf den Florida Keys wächst. Obwohl die Pflanze dorniger und die Frucht durch die dünne Schale weniger lange haltbar ist als die Gewöhnliche Limette, wird sie wegen ihres herberen und aromatischeren Geschmacks verwendet. Die Torte ist mit der englischen Lemon Meringue Pie verwandt und wird wie diese häufig als Dessert serviert. 

## Zubereitung
Das Vermischen der Milch mit dem sauren Limettensaft führt zu der Verdickung der Creme. Dieser Vorgang wird als Säuerung bezeichnet und macht ein zusätzliches Backen eigentlich unnötig. Obwohl auch viele frühe Rezepte des Kuchens auf das Backen verzichten, wird er heutzutage meist kurz gebacken, um die Gefahr einer Salmonellenvergiftung zu minimieren. Zusätzlich bekommt der Kuchen so eine festere Konsistenz als durch die Aussäuerung allein.

## Geschichte
Der Ursprung des Kuchens liegt im späten 19. Jahrhundert in Florida. Auch wenn der exakte Ursprung unklar ist, wird Key Lime Pie als erstes von William Curry, einem Schiffsberger und Floridas erstem Millionär erwähnt. Seine Köchin, Aunt Sally genannt, hat ihn für Curry gebacken. 
Diese wiederum könnte das Rezept von den ansässigen Schwammtauchern übernommen haben. Die Schwammtaucher nahmen zumindest auf ihren mehrtägigen Fahrten die benötigten Zutaten mit an Bord. Auch dass sie dort keinen Zugang zu einem Ofen hatten und der Kuchen nach dem Originalrezept nicht gebacken werden muss, spricht für diese Annahme.
In den 1930er Jahren tauchte erstmals ein schriftlich festgehaltenes Rezept auf. Das Verwenden von Kondensmilch geht auf die geringe Verfügbarkeit von frischer Milch zurück, die durch die fehlenden Kühlungsmöglichkeiten der damaligen Zeit bedingt war.

## Gesetzgebung
- 1965 legte der Abgeordnete Bernie Papy, Jr. einen Gesetzesvorschlag vor, der eine Geldstrafe in Höhe von 100 US-Dollar für den Verkauf von Key Lime Pie ohne Echte Limette (C. aurantiifolia) vorsah. Der Gesetzesvorschlag wurde abgelehnt.[3]
- 2006 wurde der Kuchen durch die Beschlüsse vom Repräsentantenhaus von Florida (SB 676) und dem Senat von Florida (HB 453) zum „Offiziellen Kuchen des Staates Florida“ bestimmt.[4]